# الحرر (الملاح)

تعديل مصدري - تعديل

الحرر هي إحدى قرى عزلة الملاح بمديرية الملاح التابعة لمحافظة لحج، بلغ تعداد سكانها 56 نسمة حسب تعداد اليمن لعام 2004.